# Сквер ім. 200-річчя Сімферополя
Сквер ім. 200-річчя Сімферополя (до 1984 року — Сквер ім. Дибенка), розмовне Парк кованих фігур — сквер у Сімферополі у Центральному районі, розташований між проспектом Кірова, вулицею Ушинського та Раднаркомівським провулком.
За формою нагадує трикутник і розбитий на місці зруйнованого готелю «Європейський».

## Назва

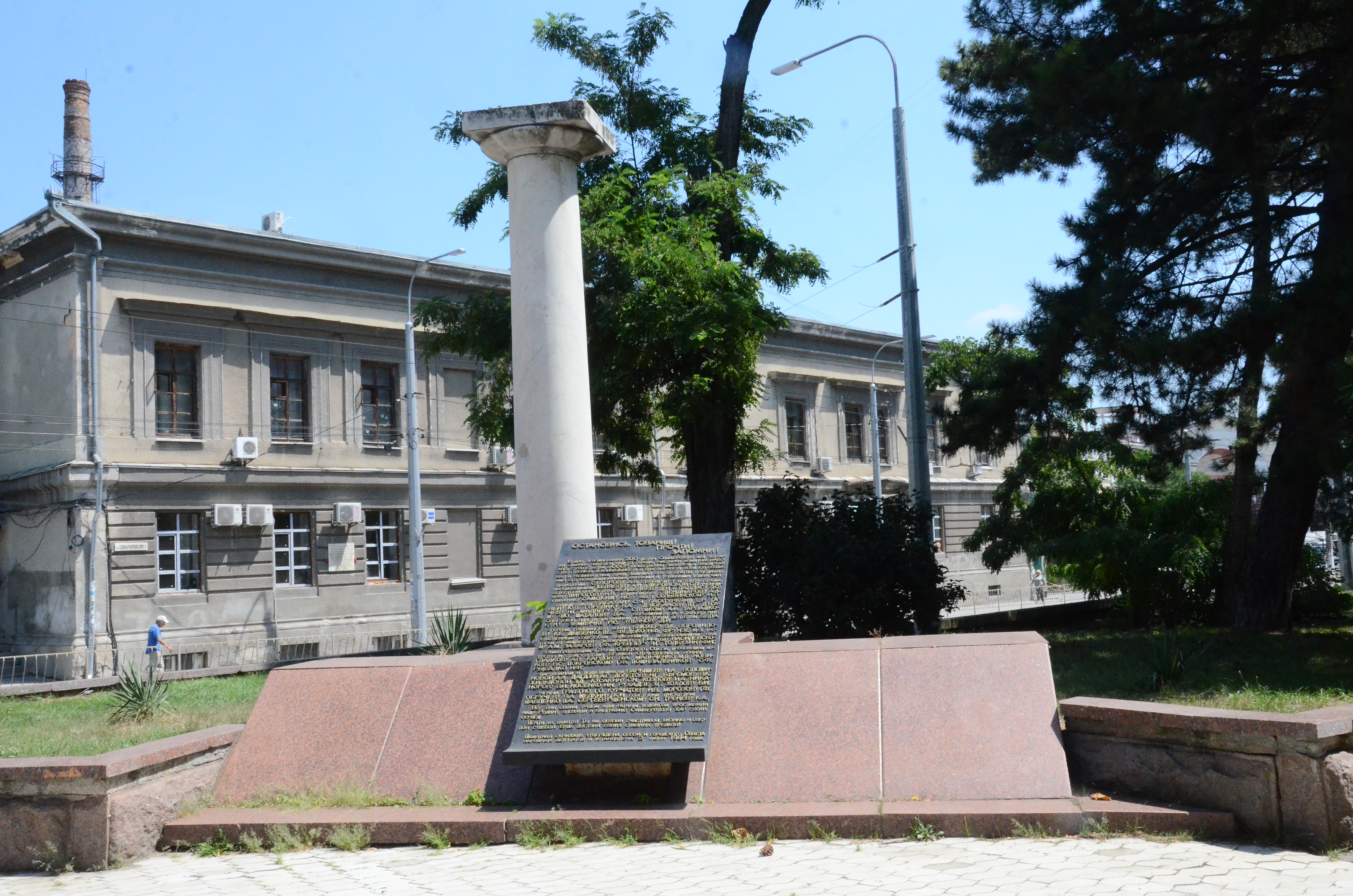
Пам'ятник російському «заснуванню» міста.

Сквер до 1984 року називався ім'ям радянського командира Дибенка, і був перейменований у зв'язку з «200-річним ювілеєм» міста, що рахують під перейменування російською владою Акмесджита у Сімферополь у 1784 році, після анексії Кримського ханства.

Сьогодні більш відомий як Парк кованих фігур — у 2007 році кримські ковалі почали виготовляти і встановлювати тут різні фігури для розваги городян.

## Історія
На початку ХІХ століття трикутник нинішнього скверу обрамляли лише три будівлі: одноповерховий будинок, збудований у 1785—1786 роках для секунд-майора російської армій Д. Є. Леслі, котрий обіймав посаду обласного прокурора (нині будинок 3 — на його місці), двоповерховий будинок відомого російського поета-сатирика і важливого чиновника Дмитра Горчакова, що змінив Леслі на посаді, і будинок Єршова, про який відомо небагато, хоча спочатку нинішня вул. Ушинського, де й стояли будинки Горчакова та Єршова, у народі називалася Єршовським провулком, і площа на початку вул. Пушкіна також.
До середини ХІХ ст. сквер було забудовано майже повністю. На самому розі з нинішнім Раднаркомівським провулком у 1839 р. було збудовано третій за рахунком у місті готель  — «Золотий якір» (після «Одеси» та «Афінської»). Із нею пов'язано багато пам'ятних подій історії міста.
У 1897 р. новий власник Шнейдер збудував на цьому місці новий — найкращий у місті — дво-, а потім триповерховий готель і назвав його «Європейський». Тут був навіть ліфт — вершина комфорту на ті часи.
У квітні 1944 р. готель «Європейський», підірваний відступаючими окупантами, був купою руїн. Жителі міста розчистили це місце, а поверх величезного підвального приміщення розбили сквер. На рік «двохсотліття» Сімферополя неподалік встановили пам'ятну скрижаль.